# Оландер, Вальборг
Вальборг Оландер (швед. Valborg Henrika Christina Olander, 1861—1943) — шведская суфражистка, политик, многолетняя партнёрша великой писательницы Сельмы Лагерлёф, оказавшая влияние на её творчество, будучи литературным советником.

## Биография
Родилась в семье доктора. Когда ей было двенадцать лет, её отец умер, и мать девочки открыла магазин. Получив образование, Оландер работала учительницей. Была председателем отделения шведской Национальной ассоциации за женское избирательное право в Фалуне. В 1910 ей удалось избраться в городской совет от Либеральной партии. Вместе с Эльфридой Ларссен они были первыми женщинами, которые вошли в его состав. Срок её полномочий закончился в 1914 г.
Оланден подружилась с Лагерлёф, познакомившись с ней в 1898 г.. Она занималась корректурой и финансовыми делами писательницы. Сельме же пришлось метаться между Оландер и своей прежней связью — Софи Элькан. О взаимоотношениях этих трёх женщин в 2008 году в Швеции был снят телевизионный фильм.